# Lingshi
Lingshi (灵石县,  Língshí Xiàn) ist ein Kreis der bezirksfreien Stadt Jinzhong im Osten der chinesischen Provinz Shanxi. Die Fläche beträgt 1.215 Quadratkilometer und die Einwohnerzahl 246.491 (Stand: Zensus 2020).
Die Jingjie-Stätte (Jingjie yizhi 旌介遗址) mit der shangzeitlichen Grabstätte, der Zizhou-Tempel (Zishou si 资寿寺), der Puci-Tempel (Puci miao 晋祠庙), der Houtu-Tempel von Lingshi (Lingshi Houtu miao 灵石后土庙) aus der Zeit der Mongolen-Dynastie und die Residenz der Familie Wang (Wangjia dayuan 王家大院) stehen auf der Liste der Denkmäler der Volksrepublik China.